# Хуну Лейма
Хуну Лейма або Хунурейма — богиня голубів і решти голубових у міфології та релігії Мейтей. Вона є сестрою богинь Нгану Лейми та Шабі Лейми. Легенда говорить, що всі три сестри вийшли заміж за одного смертного.

## Етимологія
Жіноче ім'я мейтей «Кхуну Лейма» складається з двох складових слів. Два слова: «Кхуну» і «Лейма». У Мейтей «Кхуну» означає голуб . Слово «Лейма» також складається з двох складових слів: «Лей» і «Ма». «Лей» означає голуб або земля. «Ма» означає «мати». Дослівно «Лейма» можна перекласти як «Мати-земля». Але в загальному контексті «Лейма» означає королеву, коханку чи даму.

## Опис
Богиня Хуну Лейма описується як правителька всіх голубів світу. У будь-який момент вона могла викликати всіх голубів у будь-яке місце, яке вона забажає. Вона є однією з дочок Бога Салайлена (псевдонім Сорарен).

## Інші веб-сайти
- The Widow's Son :: Lukhrabi Macha Fungawari Singbul by B. Jayantakumar Sharma. e-pao.net (англ.).